# Adelino Moreira
Adelino Moreira de Castro (Gondomar, 28 de março de 1918 — Rio de Janeiro, 9 de maio de 2002) foi compositor luso-brasileiro, entre suas obras destaca-se o grande sucesso  "A Volta do Boêmio", primeiramente gravada por Nélson Gonçalves.

## Biografia
Adelino nasceu na freguesia de Covêlo, no concelho de Gondomar, em Portugal e se mudou para o Rio de Janeiro  com um ano de idade, junto com o seu pai, Serafim Moreira da Silva, então com 22 anos de idade, que era chamado de Comendador Serafim Sofia, por ser devoto de Santa Sofia. Sua mãe, Maria Rosa Martins de Castro, era natural do Lugar de Gens, freguesia de Foz do Sousa, concelho de Gondomar, em Portugal, filha de Manuel Martins de Oliveira e de D.ª Rosa Martins de Castro,ambos naturais do mesmo lugar.
A família de Adelino foi morar na Estrada do Monteiro, em Campo Grande. Em 1948, foi fundada a escola de samba Unidos de Cosmos, no bairro de Cosmos, próximo a Campo Grande, onde o pai de Adelino tinha diversos negócios e promovia benfeitorias, tendo inclusive sido um incentivador da criação da escola. Adelino foi compositor de sambas para a escola em seus primeiros anos. Ainda em 1948, voltou a Portugal, onde gravou músicas brasileiras, mas retornou ao Brasil ainda no início dos anos 50, período em que passou a compor mais canções.
Grande parte de sua obra foi gravada por Nélson Gonçalves, para quem passou a compor em 1952, tendo sido "Última Seresta" a primeira canção gravada. No total, foram mais de 370 canções gravadas. A cantora Núbia Lafayete foi lançada em 1959, também gravando diversas canções compostas por Adelino Moreira, como "Devolvi" e "Solidão".
Rompendo com Nélson Gonçalves, com quem só voltou a gravar em 1975, lançou o cantor Carlos Nobre com a canção "Ciclone", em 1959. Foi disc-jockey na Rádio Mauá do Rio de Janeiro, em 1967.

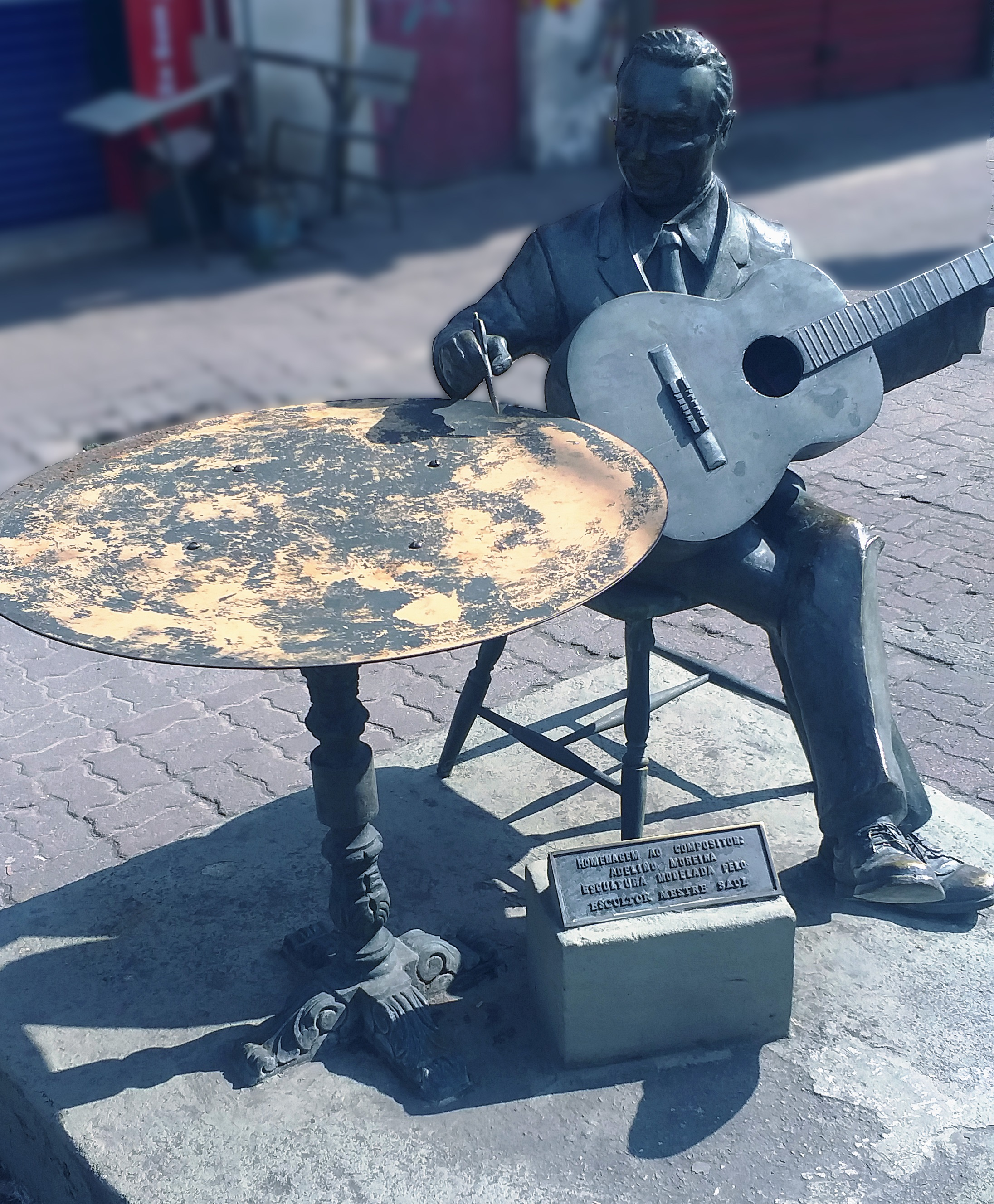
Estátua de Adelino Moreira no bairro de Campo Grande.

Em 1970, teve uma churrascaria, chamada Cinderela, em sua casa, também no Rio de Janeiro, no bairro Campo Grande, em que compareciam vários cantores famosos na época, como Ângela Maria que, em várias ocasiões, declarou publicamente ser Adelino o seu compositor preferido.
Em 1971, Teixeirinha grava em seu LP: "Num Fora de Série" a música: "A Volta do Boêmio" e, em 1972, a música: "Perdoar é Divino", tendo pertencido esta canção às trilhas sonoras de dois filmes estrelados pelo cantor: "Ela Tornou-se Freira" e "Teixeirinha a 7 Provas".
A música "Negue", em parceria com Enzo de Almeida Passos, foi sua composição que teve mais regravações.
Morreu em 2002 de um infarto fulminante enquanto dormia em sua casa, em Campo Grande, no Rio de Janeiro. Desde 2007 existe uma estátua do compositor no bairro, que já foi homenageado pelo artista na canção "Meu Bairro".

## Principais obras
- Negue
- A Volta do Boêmio (1956)
- Última Seresta (1952)
- Enigma (1963)
- Fica Comigo Esta Noite (composta em dupla com Nelson Gonçalves)
- Meu Dilema
- Escultura
- Meu Vício É Você
- Doidivana
- Deusa do Asfalto
- Êxtase
- Flor do Meu Bairro
- Devolvi
- Solidão
- Beijo Roubado
- Garota Solitária
- Cinderela
- Meu Ex-Amor
- Meu Bairro[6]